# Правосуддя Стіла
Правосуддя Стіла (англ. Steele Justice) — американський бойовик 1987 року.

## Сюжет
Ветеран війни у В'єтнамі Джон Стіл повертається в рідне містечко і відвідує свого товариша по службі Лі, який тепер працює в поліції. Але треба ж було такому статися, що саме в той момент, коли Стіл приймав ванну в будинку свого друга, туди увірвалися члени в'єтнамської мафії і вбили всю його сім'ю. Стілу вдається побачити обличчя одного з нападників і врятувати дочку Лі. Прийшовши на похорон друга, Стіл несподівано помічає, що охоронцем однієї з чільних фігур міського бізнесу є той самий чоловік, який був серед нападників на будинок Лі. Охоронцем виявляється син генерала Квана. Багато років тому, у В'єтнамі, генерал Кван вкрав золото ЦРУ і спробував вбити свідків — американських солдатів Джона Стіла і Лі. Стіл розповідає в поліції про свої підозри, але там його піднімають на сміх, бо генерал Кван користується великим впливом в місті. Не довго думаючи, Стіл бере правосуддя у свої руки і жорстоко мститься за смерть Лі.

## У ролях
| Актор                  | Роль                 |
| ---------------------- | -------------------- |
| Мартін Коув            | Джон Стіл            |
| Села Ворд              | Трейсі               |
| Ронні Кокс             | Беннетт              |
| Берні Кейсі            | Різ                  |
| Джозеф Кампанелла      | Гаррі                |
| О Сун Тек              | генерал Бон Сун Кван |
| Джан Ган Бойд          | Кемі                 |
| Девід Фроман           | Келсо                |
| Сара Дуглас            | Кей                  |
| Кіміко Хіросіге        | бабуся               |
| Шейла Гейл Кандлбіндер | ведуча               |
| Роберт Кім             | Лі Ван Мінь          |
| Пітер Квон             | Фам                  |
| Ерік Лі                | бандит               |
| Аль Леонг              | довговолосий         |
| Шеннон Твід            | Енджел               |
| Ірен Тсу               | Ксуа Чан             |